# Franske Øer
Franske Øer är öar i Grönland (Kungariket Danmark). De ligger i den nordöstra delen av Grönland. Öarna saknar nästan all växtlighet.